# Nello Pagani
Cirillo Pagani, più noto con il nomignolo di Nello (Milano, 11 ottobre 1911 – Bresso, 18 ottobre 2003), è stato un pilota motociclistico e pilota automobilistico italiano.

## Carriera
Nella sua lunga carriera agonistica, iniziata nel 1928 e conclusa nel 1955 (se si esclude un'appendice vittoriosa nel 1967), ha guidato sia le moto (Orione, Gilera, Mondial, MV Agusta) sia vetture da Formula 1 (Maserati), oltre a fuoristrada e speedway, dedicando parte della sua vita alla velocità.
A suo agio nei circuiti misti e in quelli veloci, era stilista oltre che specialista sul bagnato. In antitesi con la maggioranza dei piloti d'epoca, che vedevano la curva come il momento buono per guadagnare sui rivali, Nello Pagani le affrontava in modo più elegante. Fu definito dal campione della Moto Guzzi Fergus Anderson "flemmatico come un anglosassone".
Prima del secondo conflitto mondiale ottenne numerose vittorie a livello nazionale ed internazionale. Già nel 1937, alla guida di una Moto Guzzi, Pagani aveva conquistato la piazza d'onore nel Campionato d'Europa, alle spalle di Omobono Tenni, due anni dopo vincendo sul difficile Circuito del Lario. Nel 1949 Pagani conquistò il campionato del mondo di motociclismo classe 125 con 27 punti iridati, diventando in tal modo il primo italiano a vincere un mondiale di questo sport. Nello stesso anno arrivò secondo nella classifica finale della classe 500, solo due punti dietro all'inglese Leslie Graham. 

Nello Pagani in azione.

In seguito, partecipò al Gran Premio di Svizzera di Formula 1 nel 1950 alla guida di una Maserati iscritta dalla Scuderia Achille Varzi: l'esperienza, conclusa con un settimo posto, non fu però positiva. Nel motociclismo, invece, la sua carriera si divise tra 125 e 500 fino al 1955, anno in cui corse l'ultimo Gran Premio con la MV Agusta, di cui divenne poi direttore sportivo. Nel 1967 volle tuttavia tornare nel mondo agonistico: con la Norton Atlas 750 corse e vinse il Giro d'Italia. Fu la sua ultima competizione prima di ritirarsi.
Nella sua vita privata ebbe due figli, di cui uno, Alberto, seguì le orme paterne diventando a sua volta pilota motociclistico di livello internazionale.

## Risultati nel motomondiale

### Classe 125
| 1949 | Classe | Moto       |    |   |   |    |    |   |  |  |  | Punti | Pos. |
| ---- | ------ | ---------- | -- | - | - | -- | -- | - |  |  |  | ----- | ---- |
| 1949 | 125    | FB Mondial | NE | 1 | 1 | NE | NE | 5 |  |  |  | 27    | 1º   |

| 1951 | Classe | Moto       |  |    |   |    |  |    |  |  |  | Punti | Pos. |
| ---- | ------ | ---------- |  | -- | - | -- |  | -- |  |  |  | ----- | ---- |
| 1951 | 125    | FB Mondial |  | NE | 4 | NE |  | NE |  |  |  | 3     | 12º  |

| 1952 | Classe | Moto       |    |  |  |    |  |  |   |  |  | Punti | Pos. |
| ---- | ------ | ---------- | -- |  |  | -- |  |  | - |  |  | ----- | ---- |
| 1952 | 125    | FB Mondial | NE |  |  | NE |  |  | 8 |  |  | 0     |      |

| 1954 | Classe | Moto      |    |  |  |    |  |  |    |     |  | Punti | Pos. |
| ---- | ------ | --------- | -- |  |  | -- |  |  | -- | --- |  | ----- | ---- |
| 1954 | 125    | MV Agusta | NE |  |  | NE |  |  | NE | Rit |  | 0     |      |

| Legenda | 1º posto        | 2º posto            | 3º posto            | A punti      | Senza punti        | Grassetto – Pole position Corsivo – Giro più veloce |
| Legenda | Gara non valida | Non qual./Non part. | Ritirato/Non class. | Squalificato | '-' Dato non disp. | Grassetto – Pole position Corsivo – Giro più veloce |

### Classe 500
| 1949 | Classe | Moto   |  |   |   |   |   |   |  |  |  | Punti | Pos. |
| ---- | ------ | ------ |  | - | - | - | - | - |  |  |  | ----- | ---- |
| 1949 | 500    | Gilera |  | 4 | 1 | 5 | 3 | 1 |  |  |  | 29    | 2º   |

| 1950 | Classe | Moto   |  |   |   |    |   |     |  |  |  | Punti | Pos. |
| ---- | ------ | ------ |  | - | - | -- | - | --- |  |  |  | ----- | ---- |
| 1950 | 500    | Gilera |  | 2 | 2 | 10 | 7 | Rit |  |  |  | 12    | 4º   |

| 1951 | Classe | Moto   |     |     |  |   |    |   |   |   |  | Punti | Pos. |
| ---- | ------ | ------ | --- | --- |  | - | -- | - | - | - |  | ----- | ---- |
| 1951 | 500    | Gilera | Rit | Rit |  | 5 | 10 | 3 | 8 | 3 |  | 10    | 5º   |

| 1952 | Classe | Moto   |   |  |   |   |  |  |   |   |  | Punti | Pos. |
| ---- | ------ | ------ | - |  | - | - |  |  | - | - |  | ----- | ---- |
| 1952 | 500    | Gilera | 4 |  | 6 | 6 |  |  | 3 | 4 |  | 12    | 8º   |

| 1953 | Classe | Moto   |  |  |  |    |  |  |   |   |   | Punti | Pos. |
| ---- | ------ | ------ |  |  |  | -- |  |  | - | - | - | ----- | ---- |
| 1953 | 500    | Gilera |  |  |  | NE |  |  | 9 | 7 | 5 | 2     | 15º  |

| 1954 | Classe | Moto      |  |  |    |  |   |  |  |    |   | Punti | Pos. |
| ---- | ------ | --------- |  |  | -- |  | - |  |  | -- | - | ----- | ---- |
| 1954 | 500    | MV Agusta |  |  | AN |  | 7 |  |  | 12 | 3 | 4     | 13º  |

| 1955 | Classe | Moto      |   |     |  |  |  |  |  |  |  | Punti | Pos. |
| ---- | ------ | --------- | - | --- |  |  |  |  |  |  |  | ----- | ---- |
| 1955 | 500    | MV Agusta | 5 | Rit |  |  |  |  |  |  |  | 2     | 20º  |

| Legenda | 1º posto        | 2º posto            | 3º posto            | A punti      | Senza punti        | Grassetto – Pole position Corsivo – Giro più veloce |
| Legenda | Gara non valida | Non qual./Non part. | Ritirato/Non class. | Squalificato | '-' Dato non disp. | Grassetto – Pole position Corsivo – Giro più veloce |

## Risultati in Formula 1
| 1950 | Scuderia      | Vettura          |  |  |  |   |  |  |  | Punti | Pos. |
| ---- | ------------- | ---------------- |  |  |  | - |  |  |  | ----- | ---- |
| 1950 | Achille Varzi | Maserati 4CLT/48 |  |  |  | 7 |  |  |  | 0     |      |

| Legenda | 1º posto     | 2º posto | 3º posto    | A punti         | Senza punti/Non class.  | Grassetto – Pole position Corsivo – Giro più veloce |
| Legenda | Squalificato | Ritirato | Non partito | Non qualificato | Solo prove/Terzo pilota | Grassetto – Pole position Corsivo – Giro più veloce |